# Додола
Додола (або Пеперуна) — очевидно, Додола була якось пов'язана з Перуном.
Відповідно до теорії «основного міфу», Додола первинно — дружина Громовержця, богиня дощу, викрадена його супротивником, але потім повернулася в небесне царство. В обрядах богиню представляють юні дівчата 12-16 років («додолиці»); їх прикрашають вінками, підносять їм хліб, поливають водою. Вважається, що такі ритуали закликають на землю дощ, «відмикають» небесні ворота («Відчини брами, ой додола!»). У давніх українців найвродливіша в селі дівчина, яку обирали «нареченою» Перуна, дівою вогню, головною фігурою на святі Громовержця, під час закликання дощу й т.ін.